# Гётоку, Кодзи
Кодзи Гётоку (яп. 行徳 浩二 Гё:току Ко:дзи, 28 января 1965, Сидзуока, Япония),  — японский футболист, тренер.

## Биография
После окончания школы он поступил в университет Токай в Токио.
Кодзи Гётоку начал свою футбольную карьеру в клубе «Вердер», Бремен, Германия, за который играл в 1988-1989 годах. Затем до 1992 года он играл за японский клуб «Нагоя Грампус». Он сыграл 13 матчей, 12 в 1991 году и один в 1992 году, но так и не забил ни одного гола.
В 2003 году Кодзи Гётоку тренировал японский клуб «Симидзу С-Палс» после отставки тренера Такэси Оки. Он вывел команду в полуфинал Кубка японской лиги и Кубка Императора, а в лиге команда заняла 11-е место.
В 2008 году Кодзи Гётоку стал тренером сборной Бутана. Он вывел сборную Бутана в полуфинал Кубка федерации футбола Южной Азии 2008 года, где она уступила сборной Индии в дополнительное время со счётом 1:2. В 2008 и 2010 годах сборная Бутана под его руководством в отборочных турнирах Кубка вызова АФК заняла 3-е и 4-е места соответственно. Во время квалификации на чемпионат мира 2010 года сборная Бутана снялась с соревнований уже после жеребьёвки, объяснив это невозможностью подготовить поле к игре со сборной Кувейта.